# Eta-Aquariiden
Die Eta-Aquariiden (auch Eta-Aquariden oder Mai-Aquariden genannt) sind ein mittelstarker Meteorstrom, den man jedes Jahr im Mai sehen kann. Sie stammen vom Halleyschen Kometen, für den seit mehr als zwei Jahrtausenden Sichtungen nachgewiesen sind. Der Name „Aquariiden“ geht auf die lateinische Bezeichnung des Sternbilds Wassermann zurück.
Die Eta-Aquariiden sind von Mitteleuropa aus nur etwa in der letzten Stunde vor der Morgendämmerung beobachtbar. Weil dann aber sein Radiant – nahe dem Stern Eta Aquarii – nur eine geringe Höhe über dem Horizont erreicht, besitzen die Meteore der Eta-Aquariiden einen flachen Eintrittswinkel in die Atmosphäre, wodurch die Meteorbahnen am Himmel oft auffallend lang erscheinen. Bei einer Radiantenhöhe von 10 Grad werden weniger als 20 Prozent der Meteore im Vergleich zur Zenitposition sichtbar, d. h. von einer ZHR um 65 kann der Beobachter tatsächlich maximal 10–15 Strommeteore pro Stunde sehen. Weiter südlich verbessern sich die Bedingungen merklich, denn sowohl die Dauer der Nacht als auch die Höhe des Radianten im möglichen Beobachtungsfenster wachsen an. Beispielsweise auf den Kanarischen Inseln kann man rund drei Stunden effektiv nutzen und der Radiant erreicht zum Ende mehr als 30 Grad Höhe.
Cuno Hoffmeister entdeckte 1912 den Zusammenhang mit dem Halleyschen Kometen.
Am 6. Mai 2013 wurde eine maximale ZHR von 100 beobachtet. Nach Modellrechnungen von Mikiya Sato geht die Aktivität vorrangig auf Meteoroide zurück, die während der Perihelpassage des Kometen 1P/Halley 1197 v. u. Z. und 910 v. u. Z. freigesetzt wurden und diesmal in Erdnähe kamen.